# Ficedula harterti
El papamoscas de Hartert (Ficedula harterti) es una especie de ave paseriforme de la familia Muscicapidae.

## Distribución geográfica y hábitat
Es endémica de las selvas de Sumba (Indonesia).

## Estado de conservación
Se encuentra ligeramente amenazada por la pérdida de su hábitat natural.